# Radical d'un idéal
Pour les articles homonymes, voir Radical.
En algèbre commutative, le radical (aussi appelé la racine) d'un idéal I dans un anneau commutatif A est l'ensemble des éléments de A dont une puissance appartient à I.

## Définition
{\displaystyle {\sqrt {I}}=\{a\in A~|~\exists n\in \mathbb {N} ^{*},a^{n}\in I\}}.

## Exemple
Si A est un anneau principal, I est de la forme aA et son radical est l'idéal engendré par le produit des diviseurs irréductibles de a (chaque irréductible — à produit près par un inversible — n'apparaissant qu'une fois dans ce produit). En particulier dans ℤ, le radical d'un idéal nℤ est l'idéal engendré par le radical de l'entier n. 

## Propriétés
- Le radical de I est un idéal de A contenant I.
- Le radical du radical de I est le radical de I.
- Si I est un idéal primaire alors √I est un idéal premier. La réciproque est fausse[3]. Cependant, si √I est maximal alors I est primaire[4].
- Si I est propre alors son radical est l'intersection des idéaux premiers de A qui contiennent I. (En effet[5], si A/I est non nul, son nilradical est l'intersection de ses idéaux premiers.)
- Le nilradical de l'anneau A est par définition le radical de l'idéal nul.
- Si I et J sont deux idéaux de A alors :
  - le radical de I∩J est égal à l'intersection des radicaux de I et J et est aussi égal au radical de l'idéal produit IJ ;
  - le radical de l'idéal I + J contient la somme des radicaux de I et J. L'égalité n'est pas toujours vraie comme le montre l'exemple A = k[X, Y], I = XA et J = (X + Y2)A.
- Si le radical de I est un idéal de type fini (c'est-à-dire de type fini comme sous-A-module de A), par exemple si A est noethérien, alors il existe un entier naturel n tel que xn appartienne à I pour tout x appartenant au radical de I.

## Idéal radiciel
Un idéal I d'un anneau commutatif A est dit radiciel lorsqu'il est égal à son radical. En d'autres termes, I est radiciel si et seulement si l'anneau quotient A/I est réduit. Tout idéal premier est donc radiciel.